# Торренс (округ, Нью-Мексико)
Шаблон:StateAbbr_ 34°38′ пн. ш. 105°51′ зх. д. / 34.64° пн. ш. 105.85° зх. д.
Округ  Торренс (англ. Torrance County) — округ (графство) у штаті  Нью-Мексико, США. Ідентифікатор округу 35057.

## Історія
Округ утворений 1903 року.

## Демографія
За даними перепису 
2000 року 
загальне населення округу становило 16911 осіб, зокрема міського населення було 874, а сільського — 16037.
Серед мешканців округу чоловіків було 8681, а жінок — 8230. В окрузі було 6024 домогосподарства, 4392 родин, які мешкали в 7257 будинках.
Середній розмір родини становив 3,2.
Віковий розподіл населення поданий у таблиці:
| Стать    | До 15 років | 15-21 | 22-29 | 30-39 | 40-49 | 50-65 | 65-85 | Понад 85 |
| -------- | ----------- | ----- | ----- | ----- | ----- | ----- | ----- | -------- |
| Чоловіки | 2182        | 856   | 785   | 1349  | 1402  | 1324  | 738   | 45       |
| Жінки    | 2087        | 781   | 645   | 1235  | 1317  | 1301  | 772   | 92       |

## Суміжні округи
- Санта-Фе — північ
- Сан-Мігель — північ
- Гвадалупе — схід
- Лінкольн — південь
- Сокорро — південь
- Валенсія — захід
- Берналільйо — північний захід

## Виноски
1. ↑  U.S. Decennial Census. United States Census Bureau. Процитовано 2 січня 2015.
2. ↑  Historical Census Browser. University of Virginia Library. Архів оригіналу за 11 серпня 2012. Процитовано 2 січня 2015.
3. ↑  Population of Counties by Decennial Census: 1900 to 1990. United States Census Bureau. Процитовано 2 січня 2015.
4. ↑  Census 2000 PHC-T-4. Ranking Tables for Counties: 1990 and 2000 (PDF). United States Census Bureau. Процитовано 2 січня 2015.
5. ↑  State & County QuickFacts. United States Census Bureau. Архів оригіналу за 6 червня 2011. Процитовано 30 вересня 2013. [Архівовано 2011-06-06 у Wayback Machine.](англ.) Наведено за англійською вікіпедією.
6. ↑  American FactFinder. Бюро перепису населення США. Архів оригіналу за 26 лютого 2012. Процитовано 31 січня 2008. [Архівовано 2008-05-21 у Wayback Machine.]

| США | Це незавершена стаття з географії США. Ви можете допомогти проєкту, виправивши або дописавши її. |